# 尖齿木荷
尖齿木荷（学名：Schima khasiana）为山茶科木荷属下的一个种。

## 扩展阅读
維基物種上的相關：尖齿木荷